# Charles K. Bliss
Pour les articles homonymes, voir Blitz et Bliss.
Karl Kasiel Blitz, dit Charles K. Bliss, né en 1897 à Czernowitz (Autriche-Hongrie) et mort en 1985 à Sydney (Australie), est un ingénieur chimiste et sémioticien austro-australien. 

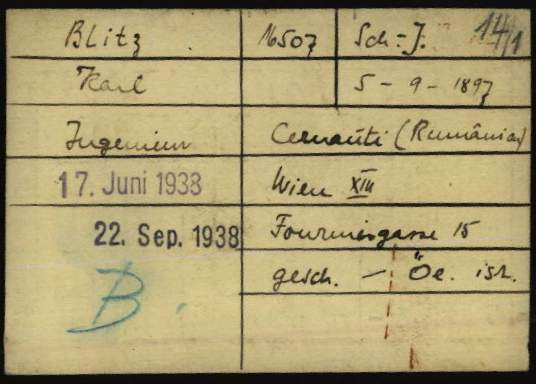
Carte d'enregistrement de Karl Kasiel Blitz en tant que prisonnier dans le camp de concentration nazi de Dachau.

Bliss crée pendant les années 1940 et 1950 un langage idéographique, le bliss, à partir de son observation de la langue idéographique chinoise et des considérations de Gottfried Wilhelm Leibniz en 1679 sur la nécessité de développer un langage symbolique. 
Par son objectif de communication entre les hommes, son projet fait écho à celui de l'espéranto.